# Varga Albert (grafikus)
Varga Albert (Budapest, 1900. március 9. – Párizs, 1940. április 10.) magyar grafikus és festőművész, Varga Zsigmond öccse.

## Életútja, munkássága
Középiskolai tanulmányait Temesváron végezte, majd a budapesti Képzőművészeti Főiskolán Réti István növendéke volt. Temesvári műpártolók és mecénások támogatásával az 1920-as évek elején Drezdában, Münchenben és Párizsban járt tanulmányúton.
Temesvárra visszatérve gyárvárosi műtermében Kóra-Korber Nándor grafikussal és Gallas Nándor szobrásszal Művészeti Szabadiskolát nyitott és tartott fenn, amelyben később Podlipny Gyula festő- és grafikusművész is tanított. Rajzokat készített bánsági folyóiratoknak, többek között a Temesváron kiadott Fajankó c. lapnak, amelynek szerkesztésében is tevékenyen részt vett. Figurális kompozíciókat, arcképeket, csendéleteket festett; festményeiből többször rendezett kiállítást Temesváron.
1928-ban Párizsba költözött, ahol még ugyanazon esztendőben sikeres egyéni kiállítást is rendezett. Kapcsolata a temesvári és erdélyi művészeti és szellemi élettel pár évig még szoros maradt. Illusztrációkat rajzolt testvérbátyjának a Temesvári Hírlap hasábjain közölt franciaországi riportjaihoz, beszámolóihoz és interjúihoz. Több képpel szerepelt a Barabás Miklós Céh 1930-ban Kolozsváron megrendezett első, bemutatkozó kiállításán. Gallas Nándor szobrászművész több változatban is megmintázta arcképét.